# Strongylosoma sanctum
Strongylosoma sanctum är en mångfotingart som beskrevs av Filippo Silvestri 1895. Strongylosoma sanctum ingår i släktet Strongylosoma och familjen orangeridubbelfotingar. Inga underarter finns listade i Catalogue of Life.